# Hans Otto (Politiker)
Hans Otto (* 10. September 1895 in Lehe; † Juni 1970 in Bremerhaven) war ein deutscher Verwaltungsbeamter und Politiker (FDP). Er war Mitglied der Bremischen Bürgerschaft.

## Biografie
Otto war in Bremerhaven als Verwaltungsbeamter der Stadt Bremerhaven, zuletzt als Verwaltungsdirektor, tätig.
Er trat 1934 der NSV bei, beantragte am 3. Juni 1937 die Aufnahme in die NSDAP und wurde rückwirkend zum 1. Mai desselben Jahres aufgenommen (Mitgliedsnummer 4.892.552). Im September 1945 folgte die Entlassung aus der Stadtverwaltung; bis Januar 1948 Arbeiter beim US-amerikanischen Hafenkommando und einer Fischverarbeitungsfirma, anschließend Angestellter in einer Seefisch-Großhandlung. Im Februar 1949 wurde Otto nach einem Spruchkammerverfahren als „Mitläufer“ entnazifiziert und im Frühjahr 1949 erfolgte die Rückkehr in die Bremerhavener Stadtverwaltung, Ende der 1950er Jahre wurde er Verwaltungsleiter des dortigen Stadtbauamtes.
Otto war Mitglied der FDP und Mitglied in den Vorständen seines Ortsvereins.

Er war acht Jahre lang von 1959 bis 1967 Mitglied der Bremischen Bürgerschaft und von 1959 bis 1963 stellvertretender FDP-Fraktionsvorsitzender.